# Эрн, Владимир Францевич
Влади́мир Фра́нцевич Эрн (5 (17) августа 1882, Тифлис, Российская империя — 29 апреля (12 мая) 1917, Москва, Российская империя) — русский философ, родной брат русского военного деятеля, белого эмигранта Николая Эрна.

## Биография
Родился в Тифлисе в 1882 году в дворянской семье немецко-шведско-польско-русского происхождения. Сын Г. А. Арефьева, после усыновления (1884) получил фамилию и отчество отчима. Учился в Тифлисской гимназии. Одноклассник Павла Флоренского. В 1900—1904 гг. изучает философию на историко-филологическом факультете Московского университета, впоследствии доцент и профессор. В 1905 г. был в числе основателей «Христианского братства борьбы», выступавшего с позиций христианского социализма и поддержки революционного движения. В 1906 году среди организаторов Религиозно-философского общества памяти Вл. Соловьёва в Москве, активно участвует в работе общества, читает лекции на тему «Социализм и христианство». Сотрудничает с издательством «Путь». В духе идей христианского платонизма (прежде всего — восточной патристики) и идей В. С. Соловьёва, Эрн развил учение о логосе как творческом начале бытия. Как подчёркивал философ и публицист Н. О. Лосский, 
По учению Эрна, логос есть конкретное живое существо, вторая ипостась Троицы, воплощенная и присутствующая в историческом процессе. Эрн называет свою философию «логизмом». Его кн. «Борьба за логос» — это сборник очерков, в которых он противопоставляет 2 философские тенденции — рационализм и свой «логизм». Рационализм исследует субъективные данные опыта и их разработку в соответствии с формальными правилами логики, т. е. понимания...
В своих зрелых работах Эрн выступает против характерной для того времени модернизации православия. В 1912 г. публикует труд «Г. С. Сковорода. Жизнь и учение». В 1914 г. защищает магистерскую диссертацию «Розмини и его теория знания». После защиты магистерской диссертации утверждён приват-доцентом Московского университета.
В 1915 г. увидела свет брошюра Владимира Эрна «Меч и Крест. Статья о современных событиях», посвящённая задачам православного патриотизма в период Первой мировой войны.
В 1916 г. Эрн подготавливает докторскую диссертацию «Философия Джоберти» (не успел защитить). Умер от нефрита в 1917 году. Похоронен на Новодевичьем кладбище (3 уч.).
"Почти забытым русским философом, все-таки имеющим билет на свое место в шеренге Бердяевых-Булгаковых и прочих", называет его в 2016 А. Баллаев.

## Сочинения

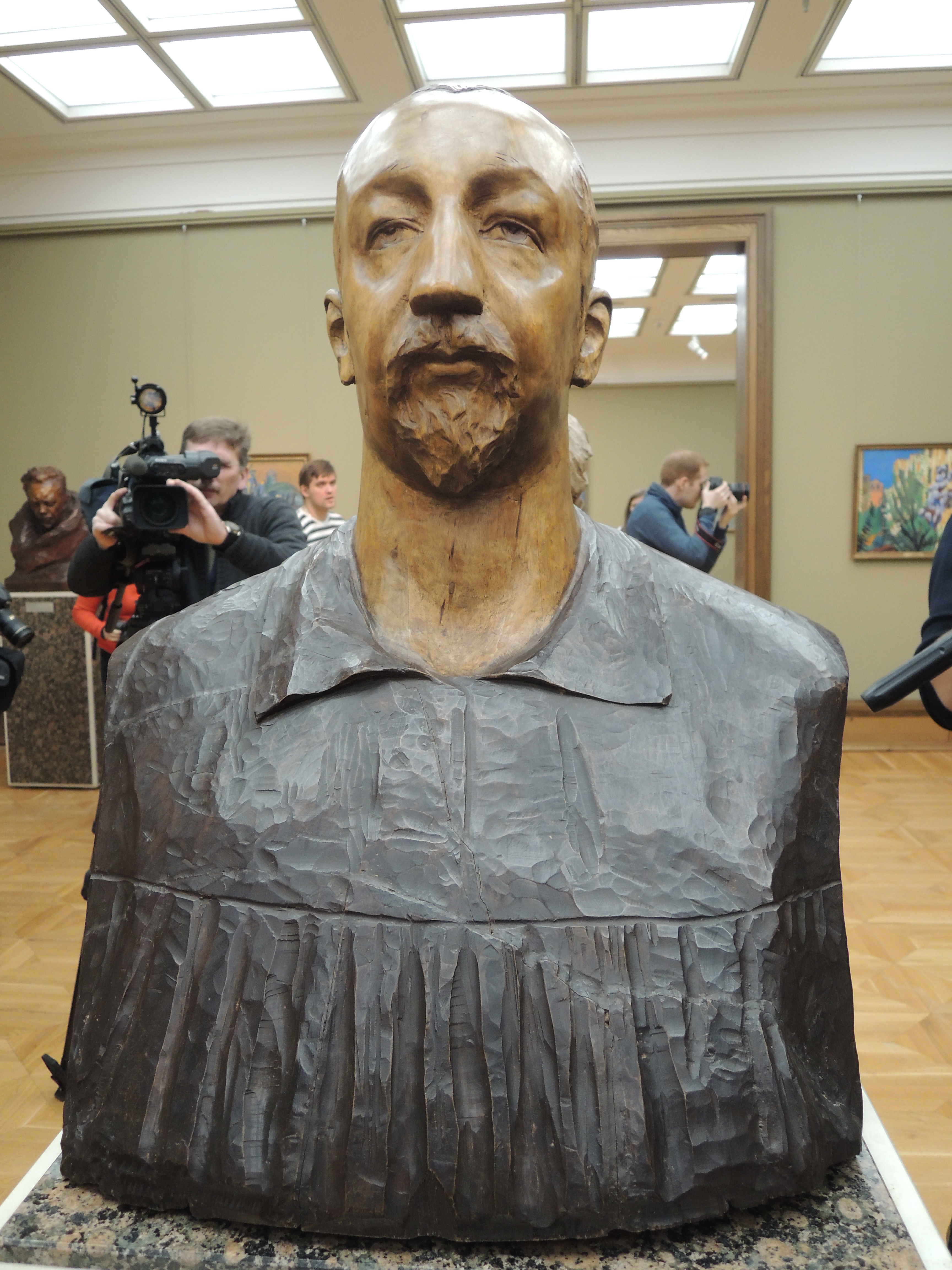
Портретный бюст работы Анны Голубкиной

- Христианское отношение к собственности, 1906.
- Социализм и общее мировоззрение, 1907.
- Христианство, 1909.
- Борьба за Логос, 1911.
- Гносеология В. С. Соловьёва, 1911.
- Григорий Саввич Сковорода. Жизнь и учение, 1912.
- Критика кантовского понятия истины, 1912.
- Толстой против Толстого, 1912.
- Розмини и его теория знания, 1914.
- Природа научной мысли, 1914.
- Меч и Крест, 1915. (недоступная ссылка) Проверено 17 ноября 2018.
- Время Славянофильствует, 1915.
- Философия Джоберти, 1916.
- Разбор Послания Святейшего Синода об Имени Божием. М: издание «Религиозно-философской библиотеки», 1917.
- Верховное постижение Платона, 1917.
- Переписка с друзьями // Нашедшие Град. История Христианского братства борьбы в письмах и документах / сост., предисл., комм. С. В. Черткова. — М.: Кучково поле, 2017. — 472 с.